# Magušar
Magušar je priimek več znanih Slovencev:
- Marjan Magušar (1922−2016), atlet, alpski smučar, smučarski skakalec in trener alpskih smučarjev, prejemnik Bloudkove plakete
- Mišo Magušar, alpski smučar